# Notropis chihuahua
Notropis chihuahua és una espècie de peix cipriniforme de la família dels ciprínids.

## Morfologia
Els mascles poden assolir els 8 cm de longitud total.

## Distribució geogràfica
Es troba al sud-oest de Texas i al nord de Mèxic.